# ماربر
ماربر، روستایی از توابع بخش مرکزی شهرستان بوئین و میاندشت در استان اصفهان ایران است.

## جمعیت
این روستا در دهستان سردسیر قرار دارد و براساس سرشماری مرکز آمار ایران در سال ۱۳۸۵، جمعیت آن ۲۸۶ نفر (۸۵خانوار) بوده‌است.